# Misawa Keiichi
Keiichi Misawa (sinh ngày 11 tháng 6 năm 1988) là một cầu thủ bóng đá người Nhật Bản.

## Sự nghiệp câu lạc bộ
Keiichi Misawa đã từng chơi cho Vissel Kobe và Thespa Kusatsu.